# صغايش
صغايش هي قرية في مقاطعة أذر شهر، إيران. عدد سكان هذه القرية هو 660 في سنة 2006.